# Черножуков, Виктор Викторович
Виктор Викторович Черножуков (род. 21 ноября 1974) — российский и американский статистик и экономист, профессор Массачусетского технологического института. Доктор философии (PhD) по экономике. Член Американской академии искусств и наук и Эконометрического общества.

## Биография
Виктор Черножуков закончил Нижегородскую государственную сельскохозяйственную академию в 1995 году и магистратуру по статистике в Иллинойсском университете в Урбане-Шампейне в 1997 году. В 2000 году в Стэнфордском университете под руководством профессора Такэси Амэмия защитил диссертацию на тему «Conditional Extremes and Near-Extremes» и получил степень PhD in Economics. С 2000 года преподаёт в Массачусетском технологическом институте, с 2008 года — профессор.

## Научная деятельность
Основные сферы научных интересов — эконометрика и математическая статистика, в том числе:
- Центральные предельные теоремы с p>>n
- Большие данные
- Высокоразмерные модели
- Стратегический анализ
- Формы распределения
- Частичная идентификация
- Лапласианский и байесовский вывод
- Квантили
- Эндогенность

Соавтор новой междисциплинарной программы Ph.D in Statistics в MIT. Член редколлегии журналов Econometrics Journal и Economic Theory. Избранный член Американской академии искусств и наук (2016), Эконометрического общества (2009) и Института математической статистики (2019). Член Международного комитета советников Российской экономической школы. Член редакционного совета журнала «Квантиль».
На апрель 2024 года индекс Хирша по версии Google Scholar — 75, по версии Scopus — 48. По данным RePEc на апрель 2023 года входит в Топ 50 экономистов по публикациям за последние 10 лет.

## Награды
- 2005 — Arnold Zellner Award
- 2005 — Стипендия Слоуна
- 2017 — Friedrich Wilhelm Bessel Research Award

## Избранные публикации

### Книги
- Roger Koenker[англ.], Victor Chernozhukov, Xuming He, Limin Peng. Handbook of Quantile Regression. — 1st Edition. — Chapman and Hall/CRC, 2020. — 483 с. — ISBN 9780367657574.

### Публикации
- An IV Model of Quantile Treatment Effects (Victor Chernozhukov, Christian Hansen), Econometrica, 73 (1), 245—261, January 2005.
- Inference on Counterfactual Distributions (Victor Chernozhukov, Iván Fernández-Val, Blaise Melly), Econometrica, 81 (6), 2205—2268, November 2013.
- Inference on Treatment Effects After Selection Amongst High-Dimensional Controls (Alexandre Belloni, Victor Chernozhukov, Christian Hansen), The Review of Economic Studies, 81 (2), 608—650, April 2014.
- Double/Debiased Machine Learning for Treatment and Causal Parameters (Victor Chernozhukov, Denis Chetverikov, Mert Demirer, Эстер Дюфло, Christian Hansen, Whitney Newey, James Robins), The Econometrics Journal, 21 (1), C1-C68, February 2018.
- Optimal Targeted Lockdowns in a Multi-Group SIR Model (Дарон Аджемоглу, Victor Chernozhukov, Iván Werning[англ.], Michael Whinston[англ.]), American Economic Review, 3 (4), 487—502, December 2021.